# Phnom Aural
Phnom Aural (kambodžsky ភ្នំឱរ៉ាល់, 1813 m n. m.) je hora v Kardamomských horách v jihovýchodní Asii. Leží v Kambodži na území provincie Kampong Speu v distriktu Aoral. Jedná se o nejvyšší horu Kambodže. Je součástí národního parku Phnom Aural.